# Relaciones Andorra-Brasil
Las relaciones Andorra-Brasil son las relaciones diplomáticas entre el Principado de Andorra y la República de Brasil.

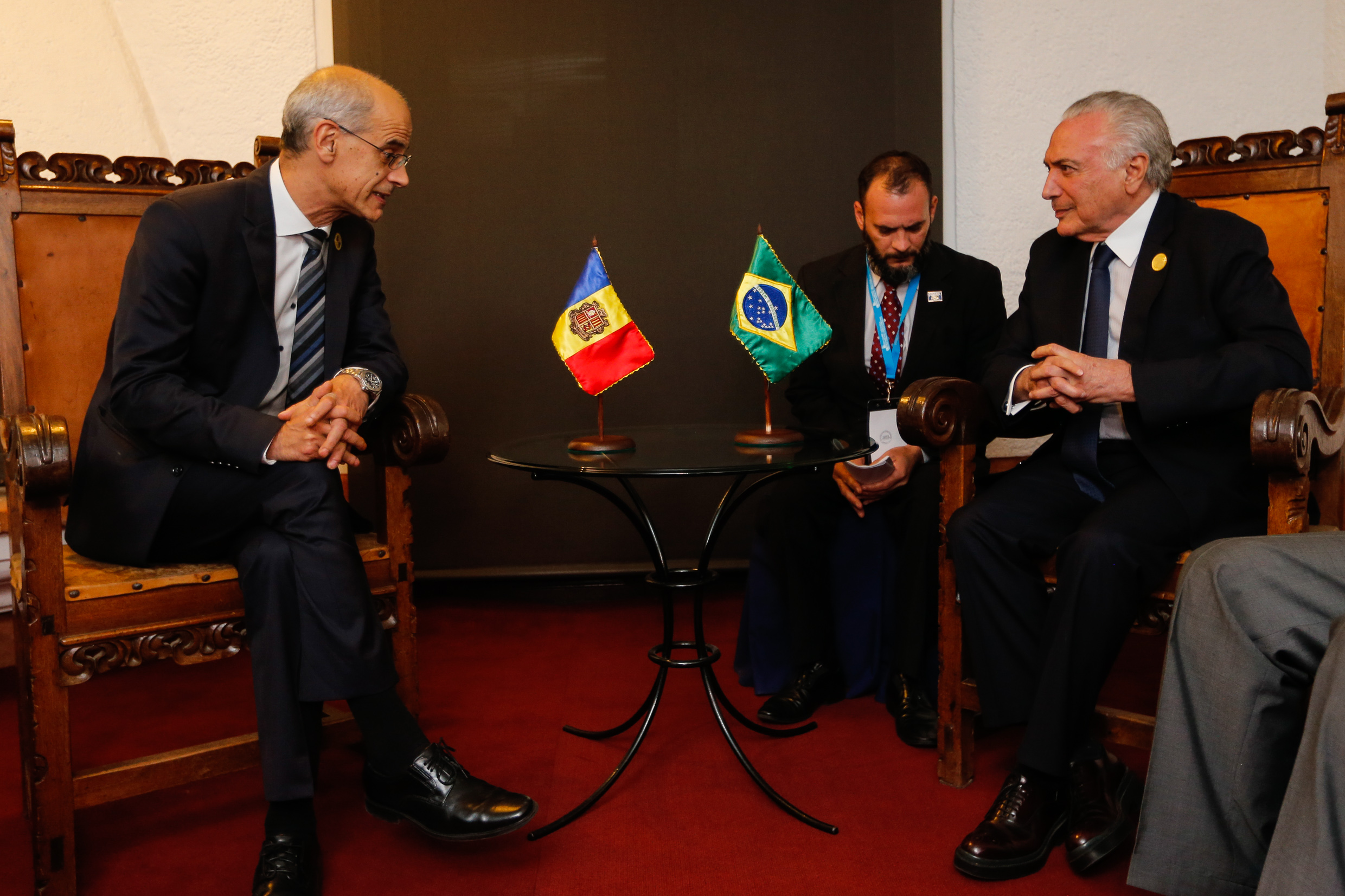
El presidente brasileño Michel Tamar (derecha) se reúne con el primer ministro de Andorra, Anthony Marty, al margen de la Cumbre Iberoamericana en Antigua, Guatemala, 2018

## Descripción general
Los dos países establecieron relaciones diplomáticas el 9 de julio de 1996. En mayo de 2013, Brasil y Andorra firmaron un tratado de cooperación turística, que busca fomentar los intercambios turísticos y la inversión mutua en la región y promover la cooperación entre los comités de turismo brasileño y andorrano mediante el intercambio de expertos y compartiendo experiencia e información. En diciembre de 2018, el presidente Michel Tamar mantuvo una reunión con el primer ministro de Andorra al margen de la 26.a Cumbre Iberoamericana de Jefes de Estado y de Gobierno en Antigua, Guatemala. El presidente de Brasil ha manifestado su interés en mejorar las relaciones con Andorra y su voluntad de trabajar por el turismo con el fin de incrementar el flujo mutuo de turistas.

## Relaciones económicas
El comercio bilateral entre Brasil y Andorra no es particularmente significativo. En 2017, las ventas en Brasil ascendieron a 134.000 dólares y las importaciones desde Andorra ascendieron a casi 33.000 dólares.

## Misiones diplomáticas
- Andorra no tiene ningún acreditación a nivel de embajada ni a nivel de consulado.
- Brasil está acreditado ante Andorra a través de su embajada en Madrid, España, y además cuenta con un consulado honorario en Andorra la Vieja.[2]